# Edmond Ameye

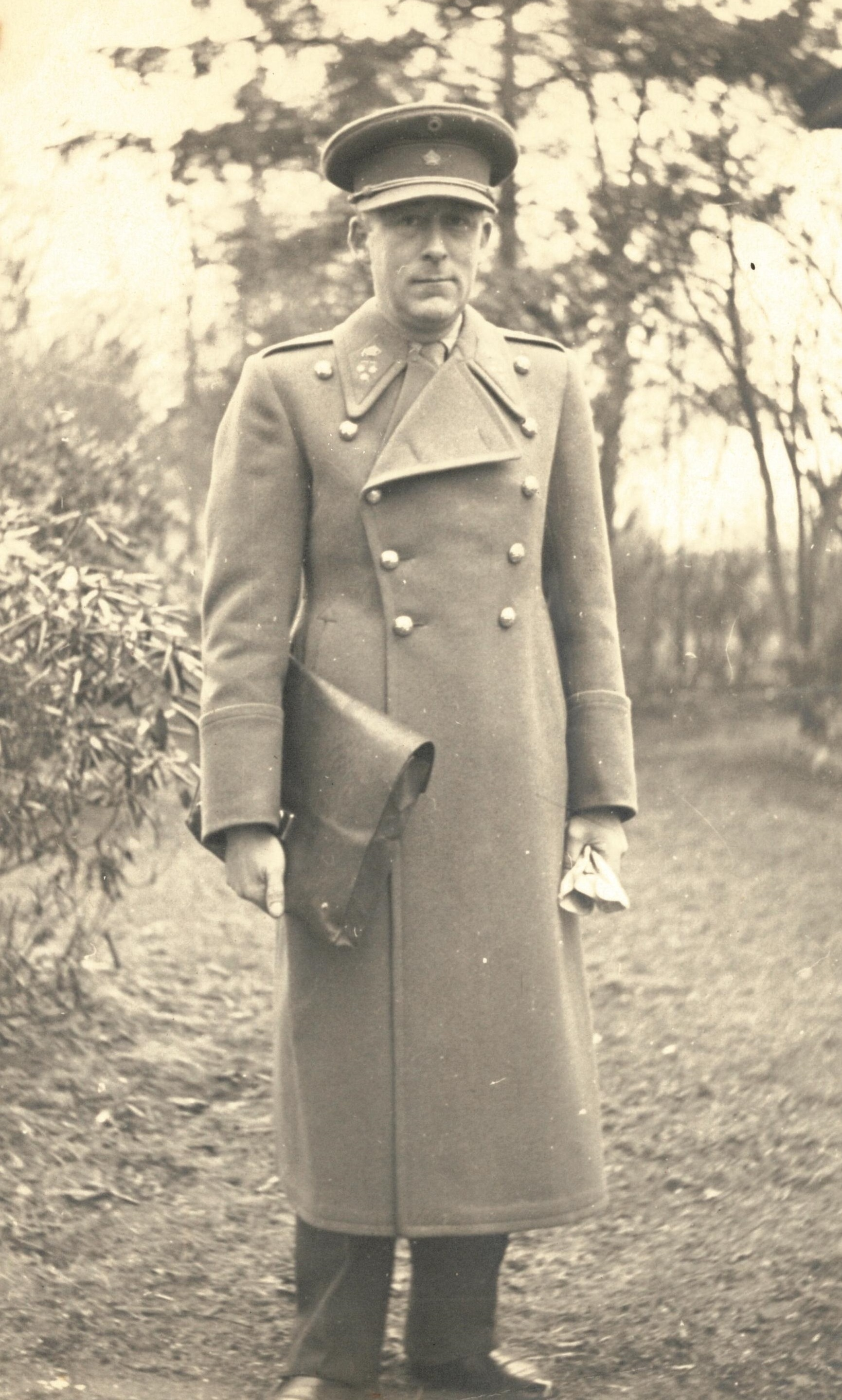
Kapitein-commandant Edmond Ameye

Bidprentje van Edmond Ameye

Edmond Ameye (Deerlijk, 29 juli 1900 – Bergen-Belsen, ca. 12 april 1945) was een Belgisch beroepsmilitair en verzetsstrijder tijdens de Tweede Wereldoorlog.

## Afstamming
De ouders van Edmond Ameye waren Aloïs, veldwachter en Celestine Dezutter, huishoudster. Edmond had nog twee oudere zussen, Blanche en Cecile. Het gezin woonde in de Pontstraat 2 in Deerlijk.

## Beroepsmilitair
Net voor het einde van de Eerste Wereldoorlog meldde Edmond zich bij het Belgische leger als oorlogsvrijwilliger. Nadien besliste hij om bij het leger te blijven en hij volgde een opleiding tot officier. In 1921 volgde de benoeming tot onderluitenant. In maart 1929 verhuisde hij naar Gent.  Begin 1938 werd hij kapitein-commandant. Intussen was hij gehuwd met Fernande Van Meenen en kreeg twee kinderen.

## Achttiendaagse Veldtocht
Ten tijde van de Duitse inval in België op 10 mei 1940 was Edmond Ameye verbonden als stafofficier aan het hoofdkwartier van de 14de Infanteriedivisie. Op 28 mei werd hij krijgsgevangen genomen en weggevoerd naar Duitsland. Edmond kwam terecht in Oflag (Offizierslager) IX-A in de omgeving van Kassel. Daar zou hij twee jaar verblijven. Wegens ziekte werd hij begin mei 1942 vrijgelaten en gerepatrieerd naar België.

## Verzet
Een maand na zijn vrijlating uit krijgsgevangenschap vervoegde Edmond Ameye het Geheim Leger. Hij werd ingedeeld bij de sector Gent. Later – als stafofficier van de Zone III – coördineerde hij er verschillende verzetsacties.  Door de arrestatie van een aantal van zijn superieuren werd Edmond Ameye in juli 1944 stafchef van de Zone III, met majoor Haus als zijn directe overste en commandant van de eenheid. De door Ameye gebruikte oorlogscodenamen (schuilnamen) waren Labiau-Massart-Frustin.
Na de spectaculaire bevrijding van verzetsman Albert Mélot op 15 juli 1944 in Gent volgde een Duitse arrestatiegolf. In de nasleep daarvan arresteerde de Gestapo Edmond Ameye op 2 augustus 1944 te Gent.  Hij werd overgebracht naar de plaatselijke gevangenis, waar hij ondervraagd en gefolterd werd. 
Na vier weken werd de verzetsman op 30 augustus 1944 overgebracht naar het concentratiekamp van Neuengamme, waar hij het nummer 44860 kreeg en er voor onbepaalde tijd verbleef. Op een bepaald moment volgde een overbrenging naar Hannover-Misburg, een nevenkamp van Neuengamme. Door de opmars van het Britse leger werd dit kamp tussen 6 en 8 april 1945 ontruimd. Edmond en zijn medegevangenen moesten te voet op weg naar het concentratiekamp van Bergen-Belsen. Daar liep hij tyfus op, waaraan hij bezweek omstreeks 12 april 1945, slechts drie dagen voor de bevrijding van het kamp door de Britten.

## Gelauwerd officier
Edmond Ameye was zowel in het Belgische leger als in het Geheim Leger een gelauwerd officier. Bij een evaluatie in 1935 om hem mogelijk het Ridderkruis in de Kroonorde te verlenen, schreef zijn meerdere kolonel Pire (die als generaal in maart 1944 opperbevelhebber van het Geheim Leger zou worden): le capitaine Ameye est un officier de tout premier ordre. Majoor Haus verklaarde na de oorlog: Hij heeft buitengewone diensten voor de Weerstand geleverd. Op de dagorde van het Geheim Leger van 1 september 1945 staat: Roemrijk gevallen voor de Koning en voor België. Officier van Grote waarde.
Op 26 september 1946 kende prins-regent Karel Edmond Ameye postuum het Kruis van Officier in de Leopoldsorde met palm en het Oorlogskruis 1940-45 met palm toe. Hij werd ook erkend als gewapend weerstander en als politiek gevangene.

## Hulde
Het gemeentebestuur van zijn geboortedorp Deerlijk vernoemde een straat naar Ameye: de Commandant Edmond Ameyestraat. Deze straat werd ingewijd op 19 augustus 1945 bij de plechtige inhuldiging van het vaandel van de Verbroedering van het Geheim Leger, afdeling Deerlijk. Volgens de officiële aankondiging van deze inhuldiging waren naast plaatselijke hoogwaardigheidsbekleders op deze plechtigheid ook aanwezig: Zijne Excellentie de Heer Minister voor Landsverdediging, Generaal Lenz, vertegenwoordiger van Luitenant-Generaal Pire, opperbevelhebber van het Geheim Leger, Majoor Haus, Bevelhebber der Zone III, Kapitein de Groote, Afgevaardigde van het Hoog Commissariaat voor 's Rijks Veiligheid en andere militaire overheden.

## Herdenking
Edmond Ameye heeft een symbolisch graf op Begraafplaats Deerlijk Centrum, Blok A, middelste rij, perceel 271. Zijn lichaam is immers hoogstwaarschijnlijk achtergebleven in een massagraf te Bergen-Belsen.

## Teruggave van zijn zakhorloge
Bij aankomst in het concentratiekamp van Neuengamme moesten de gevangenen al hun persoonlijke bezittingen afgeven. Met de geallieerden in aantocht probeerden de nazi's vanaf het voorjaar van 1945 te verdoezelen dat het kamp werkelijk had bestaan en ontruimden het inderhaast. Bij de bevrijding van het kamp in mei 1945 konden de Britse troepen een deel van de bezittingen van de gevangenen recupereren en repertoriëren. In 1963 maakte het Verwaltungsamt für Innere Restitutionen in Stadthagen deze voorwerpen over aan de International Tracing Service (ITS). Dit archief werd in 2019 digitaal beschikbaar via het internet. Hierdoor kon het zakhorloge dat Edmond was ontnomen na 75 jaar – op 14 november 2019 – teruggegeven worden aan zijn nabestaanden.